# روفان شاو دانکین
روفان شاو دانکین (انگلیسی: Rufane Shaw Donkin؛ ۱۷۷۲ – ۱ مه ۱۸۴۱) فرد نظامی اهل پادشاهی بریتانیای کبیر بود. وی همچنین برندهٔ جوایزی همچون همکار انجمن سلطنتی شده‌است.